# Brasilodontidae
Brasilodontidae — вимерла родина цинодонтів, близьких до ссавців. У житті бразилодонтиди були маленькими й, ймовірно, комахоїдними. Більшість останків бразилодонтів відомі з пізнього тріасу Бразилії, їх було знайдено в муніципалітетах Канделарія та Факсінал-ду-Сотурно. Вид Brasilodon quadrangularis відомий лише з Палеорроти. Відомі бразилодонти також з Аргентини. Індійський вид цинодонта під назвою Panchetocynodon damodarensis також був віднесений до Brasilodontidae. Він сягає раннього тріасу, надзвичайно розширюючи часовий діапазон родини. Однак Panchetocynodon навряд чи є бразилодонтидом, враховуючи його вік.